# Limonia tristigma
Limonia tristigma là một loài ruồi trong họ Limoniidae. Chúng phân bố ở miền Tân bắc.